# Apachepigen Guldhaar
Apachepigen Guldhaar er en fransk stumfilm fra 1916 af André Hugon.

## Medvirkende
- Mistinguett som Mistinguett
- Harry Baur som Harry